# Baitur-Rauf-Jame-Moschee

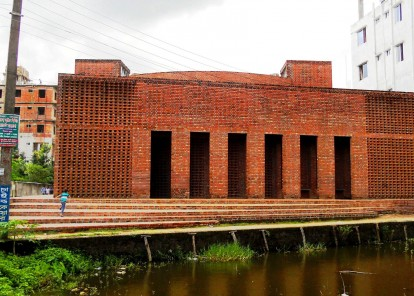
Die Baitur-Rauf-Jame-Moschee von außen

Die Baitur-Rauf-Jame-Moschee (bengalisch বায়তুর রউফ মসজিদ) ist ein islamisches Gotteshaus in Uttara, einer nördlich des Flughafens gelegenen Vorstadt Dhakas, an der Faidabad Transmitter Link Road. Sie wurde nach einem Entwurf der Architektin Marina Tabassum gebaut und 2012 fertiggestellt.

## Baugeschichte
Der Auftrag für den Bau der Moschee ging von Marina Tabassums Großmutter, Sufia Khatun, aus. Diese wollte damit die Erinnerung an die Mutter und die Tante Marina Tabassums ehren. Beide Frauen waren überraschend verstorben. Sufia Khatun spendete das Land und Gelder für den Bau der Moschee. Sie starb aber selbst vor der Vollendung des Gebäudes, die Finanzierung war zu diesem Zeitpunkt noch nicht vollständig gesichert. Marina Tabassum kümmerte sich selbst um die notwendigen Finanzmittel, dies verzögerte den Bau allerdings. Insgesamt dauerte die Bauzeit fast zwölf Jahre, der Bau erfolgte in den jeweils finanzierbaren Abschnitten.

## Architektur
Da der Bau in einem Gebiet Dhakas steht, in dem es häufig zu Überschwemmungen kommt, wurde er auf einem Sockel errichtet, so dass die Moschee höher liegt als das Straßenniveau. Natürliches Licht und Luft kommen durch Öffenungen im dem unverputzten Ziegelmauerwerk ins Innere der Moschee. Die Ziegel sind das übliche Baumaterial in dieser Gegend. Das Design ist von der Architektur der Moscheen des Sultanats von Delhi inspiriert und verzichtet auf die heutzutage typischen Elemente einer Moschee – die Bait-Rauf-Jame-Moschee hat keine Minarette und keine Kuppel.
Das Gebäude ist nicht nur als Gebetsraum ausgelegt, sondern auch als eine Art Gemeindezentrum. Grund dafür ist die Lage des Gotteshauses in einem Stadtteil mit wenig Angeboten für die Gemeinde. Die Moschee kann in unterschiedliche Bereiche unterteilt werden und so auch als Schule, Treffpunkt und sogar als Spielplatz für Kinder genutzt werden.

## Nutzung
Ursprünglich für 450 Gläubige entworfen, kamen fünf Jahre nach der Fertigstellung ca. 850 bis 900 Menschen zum Freitagsgebet. Auch wenn die Moschee von einer Frau entworfen wurde, hat sie keinen eigenen Bereich für Frauen. Es ist in Bangladesch wenig üblich, dass Frauen in Moscheen beten. Allerdings ist es auch nicht verboten. In der Baitur-Rauf-Jame-Moschee wird Frauen, die den Wunsch haben zu beten ein kleiner Raum im Obergeschoss zugewiesen.

## Auszeichnungen
2016 wurde der Bau mit dem Aga Khan Award for Architecture ausgezeichnet.